# Laghmán
Provincie Laghmán (paštunsky د لغمان ولایت‎, persky ولایت لغمان‎) je provincie nacházející se ve východní části Afghánistánu s většinovou populací Paštúnů. Hlavním městem je Mehtar Lám.

## Historie
V době invaze Alexandra Makedonského byla oblast známá pod názvem Lampaka. V 7. století navštívil provincii čínský cestovatel Süan-cang. Z jeho poznámek vyplývá, že obyvatelstvo vyznávalo hinduismus a buddhismus.

## Hospodářství
Díky řekám Alingar a Alinshang je Laghmanu dostatek úrodné půdy pro pěstování ovoce, zeleniny a obilnin. Mimo toho je zde bohaté naleziště minerálů zejména turmalínu.